# Прозрачная рыба-топорик
Прозрачная рыба-топорик, или прозрачный топорик (лат. Sternoptyx diaphana) — вид глубоководных морских рыб из семейства топориковых отряда стомиеобразных (Stomiiformes).

## Ареал
Широко распространен в тропических и умеренных широтах Атлантического, Индийского и Тихого океанов. В Средиземном море вид не отмечен .

## Описание
Максимальная длина тела 5,5 см. Тело очень высокое, очень сжатое с боков, суженное в хвостовой области: высота лишь ненамного меньше длины тела. Челюсти располагаются под острым углом к средней линии тела. Глаза крупные, расположены по бокам и смотрят вверх. Впереди спинного плавника имеется прозрачная костная пластинка. Хвостовой стебель короткий. На брюхе есть острый киль.
Окраска тёмная оливково-зелёная на спине, серебристая на боках тела и брюшной стороне. Имеются овальные голубовато-зелёные фотофоры (органы свечения) на брюхе, хвостовом стебле и у анального плавника. Они излучают зеленоватый свет, который направлен вниз, делая рыбу почти невидимой при взгляде снизу на фоне света, доходящего с поверхности океана.

## Биология
Глубоководный вид, обитающий на глубинах 700—900 м. Отмечен также на глубине 3083 м и на малых глубинах. В течение суток не совершает вертикальных миграций. Вид довольно обычен в районе края континентального шельфа, в прибрежные воды попадает исключительно редко.